# Rawa (rivière)
Pour les articles homonymes, voir Rawa.
La Rawa est une rivière de Silésie longue d'un peu moins de 20 km et un affluent de la Vistule, via la Brynica,.

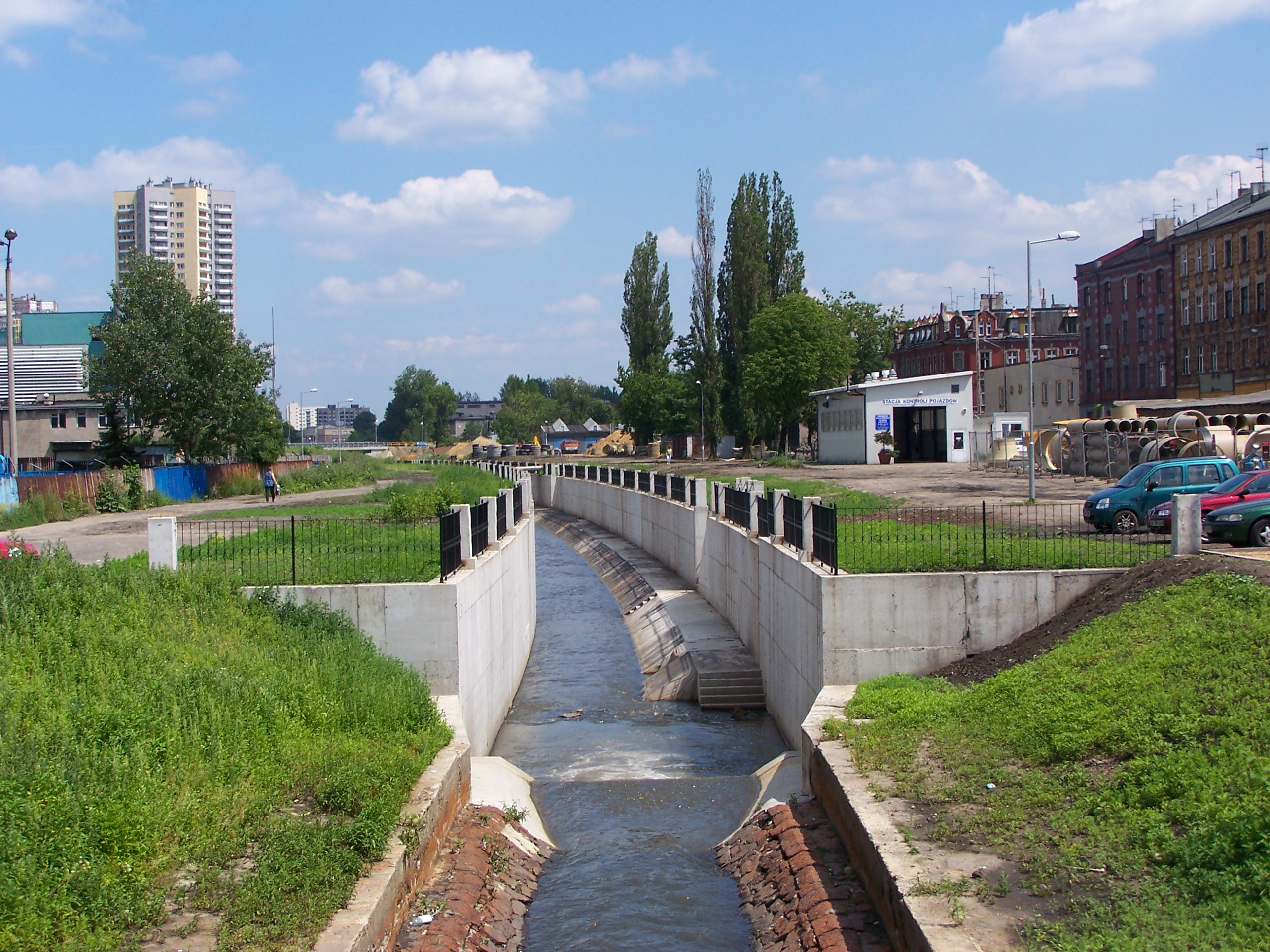
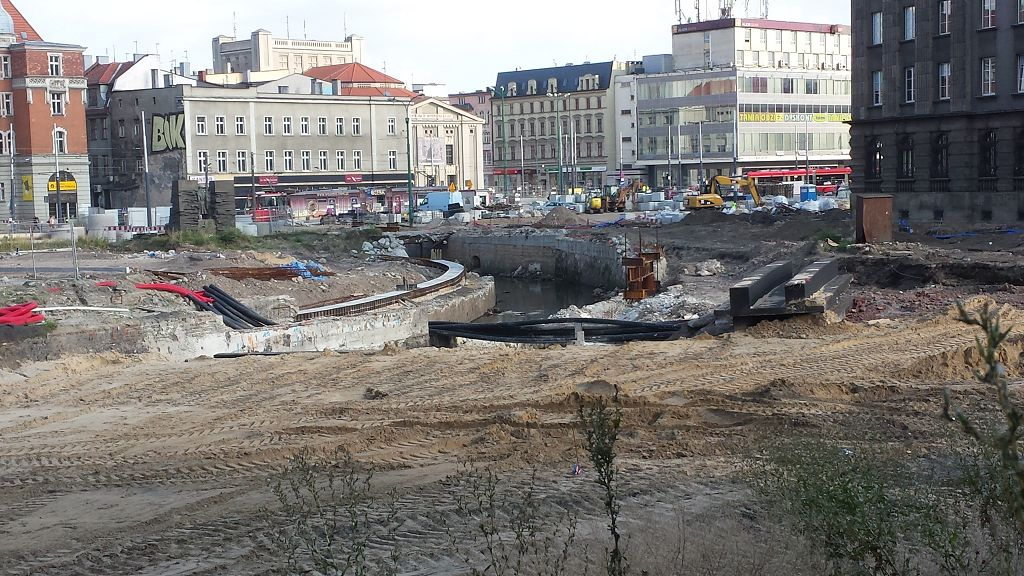
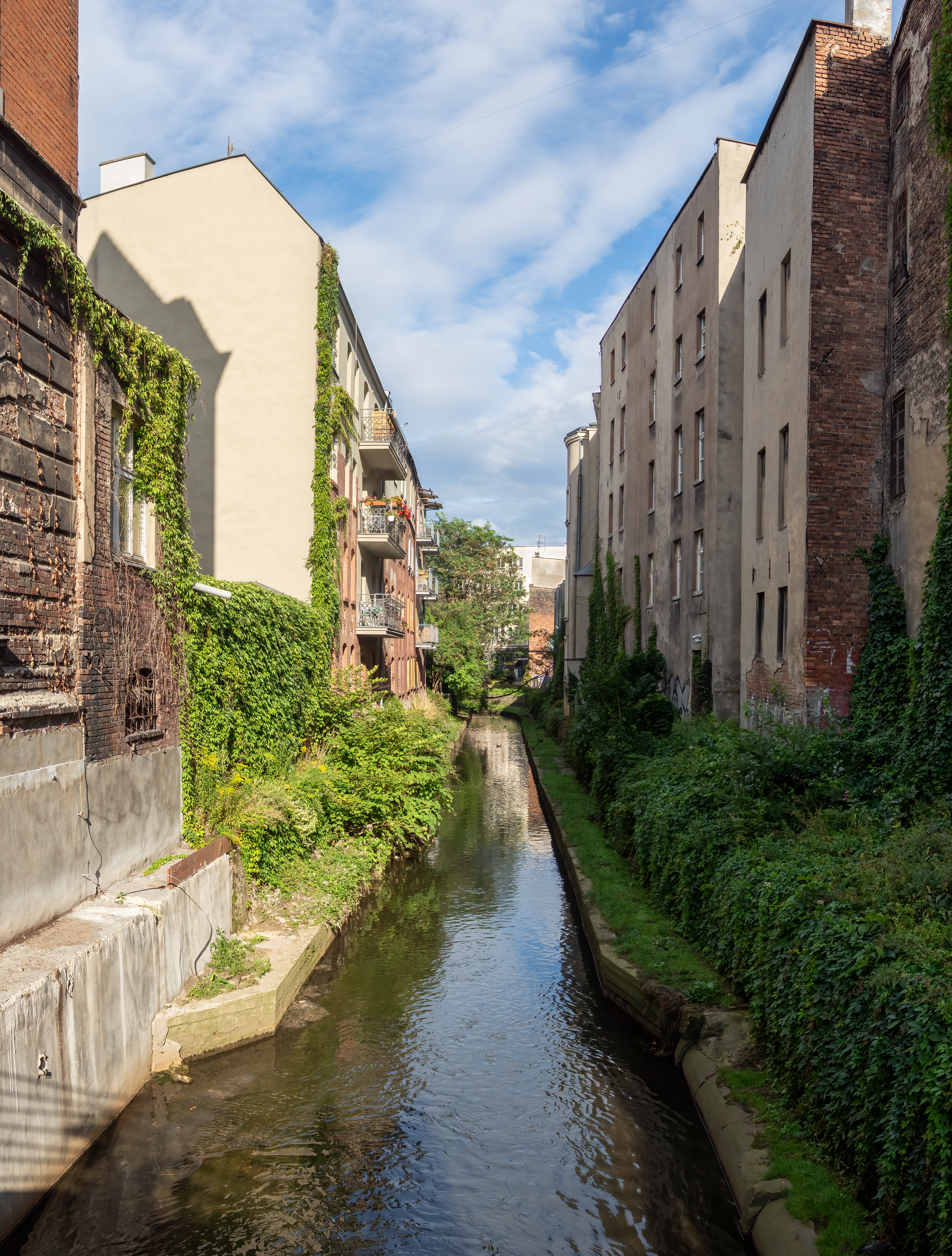